# 帕德马纳巴普拉姆
帕德马纳巴普拉姆（Padmanabhapuram），是印度泰米尔纳德邦甘尼亚古马里县的一个城镇。总人口20051（2001年）。

## 人口
该地2001年总人口20051人，其中男性9963人，女性10088人；0—6岁人口1945人，其中男972人，女973人；识字率81.95%，其中男性为84.83%，女性为79.09%。